# Arodys Vizcaíno
Arodys Vizcaíno (né le 13 novembre 1990 à Yaguate, San Cristóbal, République dominicaine) est un lanceur droitier des Braves d'Atlanta de la Ligue majeure de baseball.

## Carrière
Arodys Vizcaíno signe son premier contrat professionnel avec les Yankees de New York en 2007. Le 22 décembre 2009, les Yankees échangent le voltigeur Melky Cabrera, le lanceur gaucher Michael Dunn et Arodys Vizcaíno aux Braves d'Atlanta en retour du lanceur droitier Javier Vázquez et du releveur droitier Boone Logan.
Vizcaíno poursuit la carrière en ligues mineures entreprise dans l'organisation des Yankees. Le lanceur qui appartient désormais aux Braves apparaît deux années de suite, en 2010 et 2011, sur la liste des 100 joueurs de baseball les plus prometteurs dressée annuellement par Baseball America,.
Le droitier fait ses débuts dans le baseball majeur à l'âge de 20 ans par une présence en relève pour Atlanta le 10 août 2011 contre les Marlins de la Floride. Il remporte sa première victoire en carrière le 16 août sur les Giants de San Francisco. Après 17 sorties en relève en 2011, il affiche une moyenne de points mérités de 4,67 avec 17 retraits sur des prises en 17 manches et un tiers lancées pour Atlanta.
La saison 2012 de Vizcaíno prend fin dès avril après une opération au coude et son retour au jeu est fixé au camp d'entraînement de 2013. Le 31 juillet 2012, les Braves échangent Vizcaíno et Jaye Chapman, un autre lanceur droitier, aux Cubs de Chicago en retour du lanceur gaucher Paul Maholm et du voltigeur Reed Johnson.
Le 16 novembre 2014, les Cubs retournent Vizcaino aux Braves d'Atlanta en échange du joueur de deuxième but Tommy La Stella. Même si les Braves connaissent une très mauvaise saison en 2015, Vizcaíno brille au monticule avec une moyenne de points mérités d'à peine 1,60 en 25 sorties et 33 manches et deux tiers lancées. Il accumule 37 retraits sur des prises et réalise ses 9 premiers sauvetages dans le baseball majeur.